# Shinuy
Nella Halakhah, shinuy (in ebraico שינוי‎?, anche con altra ortografia, per es. scinui) è un metodo non convenzionale di eseguire un atto che è normalmente vietato, quando ci può essere giustificazione per l'esecuzione di tale atto, per esempio, quando vi è necessità medica. Uno shinuy viene generalmente eseguito quando non c'è un totale pericolo di vita, ma un pericolo minore, come per esempio un rischio agli arti o alla vista, o simili.
Uno shinuy trasforma un atto che è biblicamente vietato in uno che è vietato rabbinicamente, rendendolo in tal modo meno grave. Ciò può essere fatto eseguendo l'atto in un modo che lo renda più difficile o meno pratico.
Esempi di shinuy comprendono sollevare il microfono del telefono col gomito o spingere dei tasti con le nocche della mano.